# طواف لومبارديا 2010
طواف لومبارديا 2010 هو سباق دراجات هوائية أقيم بتاريخ أكتوبر 16، تكون السباق من مرحلة واحدة وامتدّ لمسافة 260 كم. فاز به البلجيكي فيليب جيلبير وحلّ ثانيا الإيطالي ميشيل سكاربوني بينما حصل على المركز الثالث الإسباني بابلو لاستراس.

## الترتيب
| م                     | الدرّاج         | البلد   | الزمن |
| --------------------- | -------------- | ------- | ----- |
| الفائز بالترتيب العام | فيليب جيلبير   | بلجيكا  |       |
| الثاني                | ميشيل سكاربوني | إيطاليا |       |
| الثالث                | بابلو لاستراس  | إسبانيا |       |